# Claudia Bormann
Claudia Bormann (* 1956 in Treuchtlingen) ist eine deutsche bildende Künstlerin.

## Leben
Bormann wuchs in Wertheim am Zusammenfluss von Main und Tauber auf, was nach eigener Aussage ihr Interesse an Wasser als Sujet ihrer Malerei prägte. Sie studierte von 1977 bis 1982 Malerei und Bühnenbild an der Staatlichen Akademie der Bildenden Künste Stuttgart. Zudem absolvierte sie ein Studium der Kunstpädagogik mit Kunstgeschichte und Germanistik an der Universität Stuttgart.
Bis Ende der 1990er-Jahre war sie ausschließlich als freischaffende Künstlerin tätig. Von 2000 bis 2022 unterrichtete sie im Schwerpunkt Kunsterziehung, hauptsächlich am Marion-Dönhoff-Gymnasium in Mölln.
Seit Mitte der 1990er-Jahre lebt Bormann in Ratzeburg in Schleswig-Holstein. Mehrmonatige Arbeitsaufenthalte verbrachte sie unter anderem in Auslandsateliers und Künstlerresidenzen in Südafrika, Island, Brasilien, Indien, Simbabwe, Palermo und auf der Insel Java in Indonesien.

## Werk
Bekannt ist Bormann für großformatige Landschaftsbilder, die oftmals Wasserlandschaften wie Flüsse oder Seen zeigen und sich mitunter auch im erweiterten Sinn mit Wasser im kultischen und mythologischen Bereich befassen. Der Kunsthistoriker Jens Martin Neumann schreibt: „Claudia Bormann beschäftigt sich in ihren Landschaften mit der Schnittstelle von Wirklichkeit und malerischer Fiktion. Sie entwirft im Grenzbereich zur Gegenständlichkeit imaginäre Bildräume, die in ihrer Menschenleere und sonderbar kontemplativen Zeitlosigkeit eine Bühne für Assoziationen und Erinnerungen der Betrachter liefern.“
Der Museumsleiter und Kunsthistoriker Jürgen Fitschen schrieb im Katalog „Verwehte Orte“ über Bormanns Konzept der Landschaftsmalerei von einer „Brechung der romantischen deutschen Tradition der Landschaftsdarstellung seit Ludwig Richter und Caspar David Friedrich, indem das Landschaftsbild in Landschaftsform aufgelöst wird. Das geschieht (bei Bormann, Anm.) durch Herantreten an das Motiv, durch Zoomen.“
Die Malereien haben zwei Lesarten; aus der Nähe nimmt man eine abstrakte Bildsprache wahr, erst mit ein paar Schritten Abstand erschließt sich ein abbildendes, sich der Realität annäherndes Werk. Dabei sind häufig die Kompositionsstrukturen der Landschaften mit einigen Details erkennbar, jedoch so stark in ihren Formen reduziert, dass sich Bormanns Werke der abstrakten, gegenstandslosen Kunst annähern. „Schemenhaft schält sich das Bild aus einer gestisch-freien Malerei heraus ...“, schrieb hierzu der Kunsthistoriker Jens Rönnau anlässlich der Ausstellung „Wasserlandschaften“ in den Ausstellungsräumen der Sparkassenstiftung Schleswig-Holstein.
Die Leinwandgemälde erstellt Bormann unter anderem mit Acryl- und Dispersionsfarbe. Zudem schafft sie teils großformatige Kohle- und Kreidezeichnungen auf Papier. Bevor die (Landschafts-)Malerei in ihrem Werk eine zentrale Stellung einnahm, experimentierte sie vor allem mit unterschiedlichen Genres und Techniken; u. a. entstanden wasserkinetische Objekte, Performances, Installationen und Collagen. Laut der Künstlerin Elke Schweigart verbinde Bormann in ihren Werken „die freie künstlerische Geste mit einer hochentwickelten Technik impressionistischer Darstellung“.
Die Bilder von Claudia Bormann waren in verschiedenen überregionalen Gruppen- und Einzelausstellungen zu sehen. Letztere fanden u. a. im Hafenmuseum Bremen, im Ostholstein-Museum Eutin, im Mentzendorffhaus-Museum in Riga sowie im Stadthauptmannshof und im Museum Mölln statt. Bormanns Werke befinden sich in verschiedenen privaten und öffentlichen Sammlungen, beispielsweise der Kunstsammlung der Sparkassenstiftung Kiel.

## Ausstellungen (Auswahl)

### Einzelausstellungen (Auswahl)
- 2006: Paradiese, Bilder und Installationen, Kreismuseum Herzogtum Lauenburg, Ratzeburg[19]
- 2008: Seestücke, Hafenmuseum, Bremen[17]
- 2008: Wasserlandschaften, Sparkassenstiftung, Kiel
- 2009: Mimikry, Ostholstein-Museum, Eutin[18]
- 2010: Landschaften, Möllner Museum
- 2011: Verwehte Orte, Kunst&Co, Flensburg[20]
- 2017: Zeit im Fluss, Kunstkreis Preetz, Preetz[21]
- 2018: Zeit im Fluss II, Segeberger Kunstverein, Villa Flath, Bad Segeberg[1]
- 2022: Worldscapes, Stadthauptmannshof, Mölln[8]
- 2024: Streifzüge, Galerie Brennwald, Kiel[22]

Zudem nahm Bormann an vielen Gruppenausstellungen teil, darunter bei NordArt oder an der Präsentation der Kunstsammlung der HSH Nordbank in Hamburg. Zur Ausstellung Verwehte Orte im Landesmuseum Schloss Gottorf schuf sie einen Zyklus großformatiger Bilder.
Sie ist regelmäßig an den Landesschauen des Bundesverband Bildender Künstler Schleswig-Holstein in unterschiedlichen Museen beteiligt (z. B. Ernst-Barlach-Museum Wedel, Stadtgalerie Kiel, Kunsthalle St. Annen Lübeck, Museumsberg Flensburg).

## Auszeichnungen
- 1979: 1. Preis Akademiewettbewerb, Kunstakademie Stuttgart (zusammen mit Armin Bremicker)[25][7]
- 1985: Preis Kunst am Bau, Universitätsklinikum Heidelberg[25]
- 1987–1989: Atelierstipendium des Landes Baden-Württemberg[25]
- 2017: Publikumspreis der Landesschau des Bundes Bildender Künstler Schleswig-Holstein, Stadtgalerie Kiel (für das Bild Zambesi)[25]
- 2020: Kulturpreis der Stiftung Herzogtum Lauenburg[4]

## Publikationen (Auswahl)
- Ausstellung Verwehte Orte, Stiftung Schleswig-Holsteinische Landesmuseen Schloss Gottorf (Hrsg.): Verwehte Orte, Landesmuseum Schloss Gottorf, Schleswig (2010). ISBN 978-3-00-031562-6.
- Hayo Heye, Jens Martin Neumann: Wo Kunst entsteht, Künstlerateliers in Schleswig-Holstein, Verein der Kunstfreunde (2018). ISBN 978-3-00-059203-4.
- Mecklenburgisches Künstlerhaus Schloss Plüschow (Hrsg.): on fire, Förderkreis Schloss Plüschow (2020). ISBN 978-3-935649-10-0.
- Kreismuseum Ratzeburg / Park am Domsee (LKV Hrsg.): on fire, Hyperzine Verlag, Hamburg (2020). ISBN 978-3-948127-21-3.
- Gemeinschaft Lübecker Künstler e.V. (Hrsg.): Lübeck Contemporary, Kunsthalle St. Annen, Lübeck (2022). ISBN 978-3-948127-35-0.